# Болоња
Болоња (итал. Bologna) је седми по величини град у Италији. Болоња је и главни град истоименог Округа Болоња и главни град покрајине Емилије-Ромање у северној Италији.
Болоња је најпознатија по Болоњском универзитету, најстаријем у Европи, веома цењеном и поштованом данас. Као стари универзитетски град она је и даље мета многих студената због њене традиције и културног богатства. У овом граду данас студира око 100.000 студената или четвртина градског становништва.
Као град са највећим сачуваним старим градским језгром у држави и низом вредних грађевина и амбијената Болоња је и важно туристичко одредиште у Италији. Такође, стари део Болоње је под заштитом УНЕСКОа.

## Порекло имена и надимци града
Назив града везује се за галско племе Болије, из која је изведен прво староримски назив града Бононија (Bononia), а затим и данашњи.
Болоња данас има неколико надимака, везаних за градске посебности:
- Bologna Educata ("Образована Болоња") - Болоњски универзитет је најстарији у Европи. Он је и данас један од највећих и најцењенијих европских универзитета, због чега је и Болоња студентски град са бројном младом популацијом и живим ноћним животом;
- Bologna Torrata ("Торњевита Болоња") - Стари део Болоње красе многобројни торњеви, које су пре више векова градиле богате породице. Богатство породице огледало се у што вишем и што кривљем торњу;
- Bologna Grassa ("Дебела Болоња") - Болоња и покрајина Емилија-Ромања су средиште индустрије тестенина, по којима је позната италијанска кухиња;
- Bologna Rossa ("Црвена Болоња") - Болоња је одувек била либералан и слободоуман град, па је она једини значајнији град у држави где током протеклих 50ак година власт стално држе социјалисти. Поједини заједљивци говоре да је црвена боја данас мало избледела и прешла у розе, будући је град истовремено и средиште бројних хомосексуалних асоцијација и удружења.

## Географија
Болоња се налази на прелазу из средишње ка северној Италији. Стога је стратешки положај града изузетно повољан. Болоња је главно раскршће путева са југа (са "Италијанске чизме") и са севера ("са континента"). Од престонице Рима град је удаљен 400 км северно, а од Милана 220 км југоисточно.

### Рељеф
Болоња се развила на југоисточном ободу Падске низије. Град је већим делом на равничарском терену, али се мањи, јужни део ослања на крајње северне делове Апенина. Град се простире на висини од 54 m па чак до 300 m изнад нивоа мора.

### Клима
Клима у Болоњи је измењено континентална клима са приметним утицајем са средоземне са мора. Стога је у лето веома топло, а зими је снег честа појава и веома је хладно у односу на већи део Италије јужно.

### Воде
Болоња се налази на две мање реке, на Реноу и Серени. Река По се налази на 55 км северно, а Јадранско море на 80 км источно.

## Историја
Подручје Болоње било је насељено још у време праисторије, а први познати становници били су Етрурци. После њих овде се насељава галско племе Болији (име града). Римљани запоседају ово подручје у 2. веку п. н. е.. Убрзо на овом месту оснива градско насеље Бононија. Током неколико векова владавине старог Рима становништво је романизовано, а град се развио у један од најразвијенијих на подручју данашње Италије. Тада је ова област била знана као Емилија, по путу који је ишао кроз њу из Рима на север.
Почетком средњег века Болоњу запоседају Византинци и претварају је у тврђаву ка варварима на западу. 728. године град преотимају Лангобарди, а убрзо и Франци. У 10. век дошло је у овој области до наглог развоја привреде. Тако је 1088. године основа тзв. Студио, данас Болоњски универзитет, најстарији у Европи. Свој највиши процват Болоња доживљава у 12. и 13. веку, када град стиче велики степен самоуправе и када се подижу многобројне цркве и палате. После тог раздобља град слаби и ускоро га преузима Папска држава. И поред папске власти Болоња је задржала велики степен самоуправе, а њени грађани уживали су велике слободе у наредним вековима.
Током Наполеонових ратова Болоња је била део његове Краљевине Италије, да би потом поново била део Папске државе. 1859. године дошло је до припајања ове области новооснованој Италији. Одмах је основана покрајина Емилија-Ромања са Болоњом као средиштем. Нова владавина је нешто касније донела привредни процват. Тек у 20. веку Болоња се успела развити у високоразвијен град Италије.

## Становништво
Према резултатима пописа становништва 2011. у општини је живело 373.337 становника.
| 1931.   | 1936.   | 1951.   | 1961.   | 1971.   | 1981.   | 1991.   | 2001.   | 2011.   |
| ------- | ------- | ------- | ------- | ------- | ------- | ------- | ------- | ------- |
| 249.226 | 281.162 | 340.526 | 444.872 | 490.528 | 459.080 | 404.378 | 371.217 | 373.337 |

Године 2008.. Болоња је имао нешто око 380.000 становника, 2,5 пута више као на почетку 20. века, али за 30% мање него 1970. године. Опадање становништва током протеклих деценија узроковано је сталним пресељењем становништва (махом младих породица) у мирнија предграђа са вишим квалитетом живота. Ово се одражава и на градско становништво, које је изузетно старо и са ниским природним прираштајем. Треба споменути и бројно привремено становништво у виду бројне студентске популације.
Град данас има значајан удео имигрантског становништва, досељеника из свих крајева свега.
Болоња има велико градско подручје са око милион становника (тзв. "Велика Болоња").

## Привреда
У Болоњи се сваке године организује међународни сајам руда и рудних богатстава. 2007. године организован је 38. по реду сајам.
Болоња је велико индустријско средиште у коме је јако развијена прехрамбена и електронска индустрија. Болоња има и јако развијену трговину на велико и мало (тржни центар "Centergross" саграђен 1973. године, био је и највећи тржни центар у Европи до пре неколико година). У Болоњи се такође налазе јако познати споменици и музеји, а и културни живот је јако богат.
Градска околина представља развијен пољопривредни крај. Стога је град познат по бројним прехрамбеним специјалитетима - тестенине, мортадела, рагу сос и друго.

## Градске знаменитости
Болоња има највећи у потпуности сачуван стари град у Италији. Стари део Болоње препознатљив је по бројним средњовековним торњевима (високим и кривим) и плочницима у виду аркада дуж већих улица (укупне дужине 45 км!). Град има низ тргова са многобнројним црквама, палатама, торњевима, споменицима и фонтанама.
Најпознатије грађевине и прворазредна туристичка одредишта у граду су:
- Торњеви Азинели и Гарисенда (Torre degli Asinelli и Torre dei Garisenda) су два главна симбола Болоње, саграђена у 12. веку. Први торањ је висок 97 m, накривљен је преко 1 м од осовине, има скоро 500 степеника, а туристи се могу попети на врх. Гарисенда је висок 47 m, затворен је за посетиоце, а накривљен је преко 3 метра.
- Велики трг (Piazza Maggiore) је огроман трг који се налази у самом средишту града, окружен монументалним грађевинама као што су Катедрала св. Петронија, Градска кућа, Аркада Банки и Палата Подеста.
- Катедрала св. Петронија (Basilica San Petronio) је најпознатија црква у Болоњи и пета највећа у свету са 132 x 60 m, висине 45 m, а у њу може да стане готово 30.000 људи. Посвећена је заштитнику града Сан Петронију који је био болоњски епископ у 5. веку. Градња цркве започета је крајем 14. века, а трајала је неколико стотина година.
- Градска кућа (Palazzo Comunale) налази се на Великом тргу и саграђена је у 14. веку, а у њој не треба пропустити колекцију ренесансних слика и скулптура.
- Аркада Банки (Portico dei Banchi) су аркаде испред истоимене Палате Банки, зграде из 15. века. Аркаде су додате 150 година касније, крајем 16. века.
- Палата Подеста (Palazzo del Podestà) је некадашња зграда магистрата, саграђена око 1200. године, а између 16. и 18. века у њој је било смештено позориште.
- Нептунова фонтана је најпознатија градска фонтана и налази се на Великом тргу.
- Црква Богородице и св. Луке (Santuario della Madonna di San Luca) је црква југозападно од градског језгра, смештена на шумовитом брду Монте дела Гвардија. Од цркве ка предграђу води најдужа аркада на свету, грађена у 17. и 18. веку, дуга 3,5 km.
- Музеји у Болоњи су бројни и могу се посетити преко заједничке карте.

## Галерија
- Торњеви Азинели и Гарисенда
- Катедрала св. Петронија
- Палата Подеста
- Зграда старог универзитета
- Нептунова фонтана
- Палата Банчи са чувеним аркадама
- Порта Галијера, сачувана градска капија
- Болоњске аркаде

## Међународна сарадња
- Лајпциг
- Загреб
- Бари
- Валенсија
- Солун
- Сент Луис
- Харков
- Ла Плата
- Сан Феле
- Полика
- Тузла